# Liboje
Liboje so naselje v Občini Žalec in krajevno središče Spodnje Savinjske doline. Nekdanje rudarsko in industrijsko naselje sestavljajo razloženi zaselki in samotne hribovske kmetije.

## Geografija
Liboje obsegajo zgornje porečje potokov Bistrice, Hudega potoka in manjših potokov, ki pritečejo izpod vrhov Šmohorja,784 m,  Pernice, 884 m,  in Gozdnika, 1092 m.

## Zgodovina
Na pobočju Kotečnika, 772 m, so odkrili paleolitsko postojanko.
V letih od 1799 do 1972 so na področju Liboj kopali rjavi premog. Od  1784 je delovala tovarna galuna, ki se je 1807 preusmerila v proizvodnjo stekla. Leta 1815 je tu začela obratovati prva industrijska tovarna keramike na Slovenskem. 
Marca 1939 so rudarji v premogovniku gladovno stavkali, istega leta so se organizirali v celico KPS. 10. avgusta 1942 je četa 1. Štajerskega bataljona napadla rudnik in ga močno poškodovala.

## Znamenitosti
- Liboje slovijo po svoji znameniti keramični posodi.
- Športno plezališče v južni steni Kotečnika privablja adrenalinske plezalce iz vseh koncev sveta.
- V Libojah je kamnolom v lasti podjetja Ingrad